# Supersevens
Ne doit pas être confondu avec Championnat de France de rugby à sept.
Le Supersevens est une compétition professionnelle de rugby à sept organisé par la Ligue nationale de rugby à partir de 2020. Elle est la première compétition professionnelle de rugby à sept en France. La compétition est nommée l'In Extenso Supersevens depuis 2020 pour des raisons de partenariat titre.
Le rugby à sept étant devenu olympique à l'occasion des Jeux de Rio en 2016, l'objectif annoncé par les instances françaises est de développer sa pratique et accroître sa compétitivité et sa popularité. Huit ans après, l'équipe de France masculine de rugby à sept remporte le titre olympique lors des Jeux olympiques 2024 organisés à Paris.

## Historique

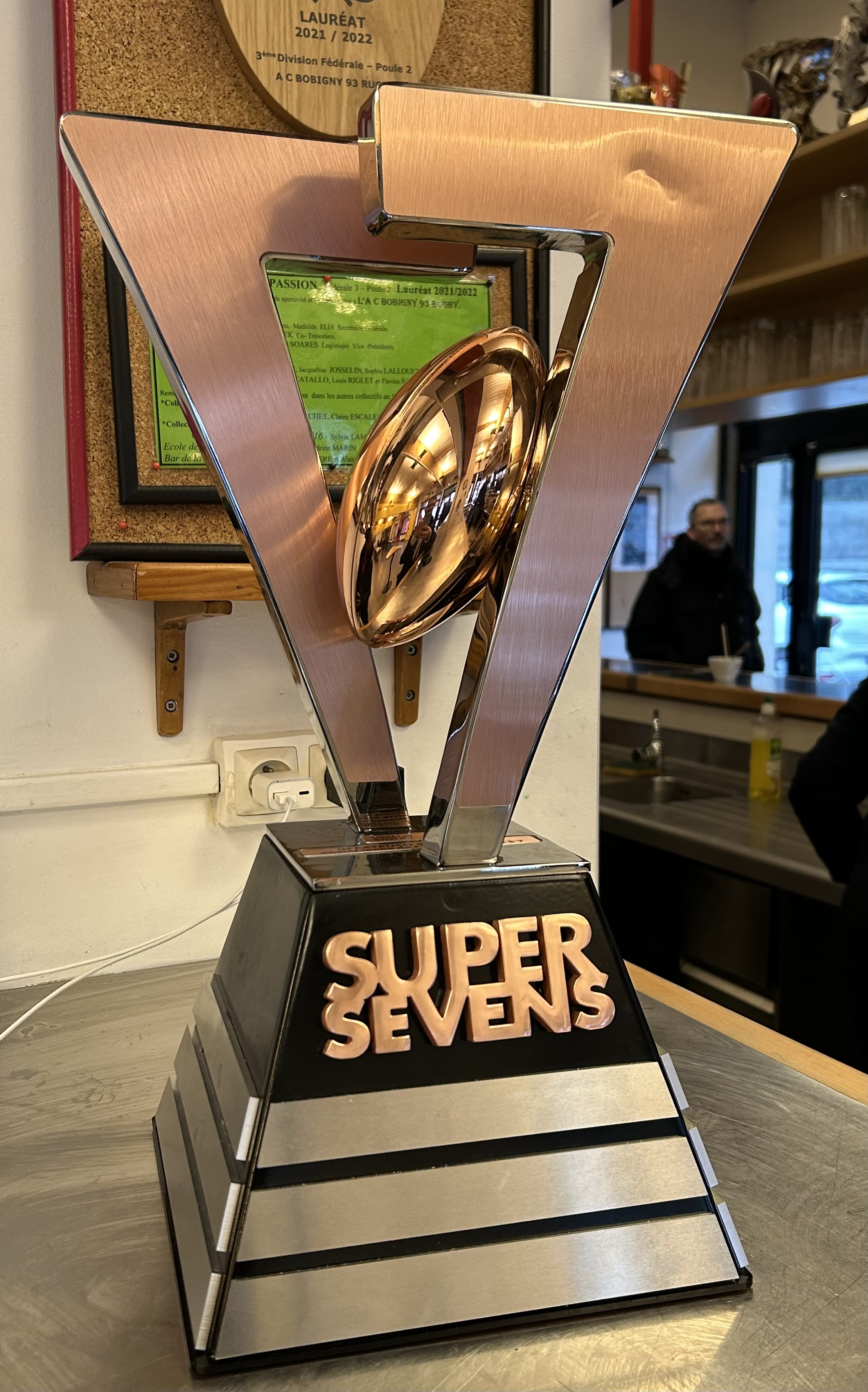
Trophée du Supersevens, ici remporté par l'AC Bobigny dans le cadre de l'édition féminine 2024.

À compter de la saison 2019-2020, la Ligue nationale de rugby organise le Supersevens, première compétition sportive professionnelle de rugby à sept en France. Elle oppose 16 équipes :
- 14 équipes issues des clubs du Top 14,
- Une équipe de la principauté de Monaco,
- Une équipe invitée[1].

Des effectifs de 20 joueurs sont constitués pour l'occasion. Les clubs doivent présenter quinze joueurs issus de leurs rangs dont un minimum de trois professionnels et ont l'opportunité de recruter 4 jokers issus de France 7, de la Pro D2 et de la Fédérale 1 d'une même ligue régionale ou des contrats courts (joueurs sans clubs ou joueurs internationaux étrangers spécialistes du rugby à sept).
L'équipe monégasque, le Monaco Rugby Sevens, est créée sous forme d'association pour la première édition de la compétition par Frédéric Michalak, ancien international français de rugby à XV.
En septembre 2019, la LNR annonce que l'équipe invitée sera les Barbarians français pour les quatre éditions de 2020 à 2023. Ils sélectionneront des joueurs issus d'équipes de Pro D2, de Fédérale 1 et de fédérations étrangères.
La première édition se déroule en une unique étape à la Paris La Défense Arena. Elle est remportée par le Racing 92 qui devient donc le premier champion de France de rugby à sept « professionnel ». Si la compétition n'a pas pu avoir lieu lors de la saison 2020 à cause des annulations liées à la pandémie de Covid-19, elle a bien lieu dans son nouveau format en 2021, en trois étapes préliminaires et une finale.

## Logo

Évolution du logo
Logo inaugural.
Logo inaugural à partir de novembre 2019, après l'officialisation de son partenariat titre.

## Format de la compétition
En 2019-2020, une première édition événementielle est organisée sur une unique étape se déroulant le 1er février 2020 à la Paris La Défense Arena. Le vainqueur de cette première édition est le Racing 92. Pour la deuxième saison, la compétition devait changer de format avec des étapes estivales en début de saison mais ce programme est annulé à la suite de la perturbation causée par la pandémie de Covid-19 en France. L'édition prévue lors de la saison 2020-2021 est finalement annulée.
À partir de 2021, la compétition se déroule sur trois week-ends consécutifs du mois d'août avant le lancement officiel de la saison de Top 14. Les 16 équipes s'affrontent en 8e de finale, puis les gagnants intègrent le tableau principal jusqu'à désigner le vainqueur de l'étape. Celui-ci est qualifié directement pour le tableau principal de l'étape finale, laquelle sera organisée en novembre. Cet ultime week-end de compétition se divisera en un tableau principal regroupant les huit meilleures équipes des trois étapes qualificatives.

### Étapes estivales
| Année | Stade                       | Ville            | Vainqueur             | Finaliste             | 3ème place           |
| ----- | --------------------------- | ---------------- | --------------------- | --------------------- | -------------------- |
| 2021  | Stade Maurice-David         | Aix-en-Provence  | Section paloise       | Racing 92             | RC Toulon            |
| 2021  | Stade Ernest-Wallon         | Toulouse         | Monaco Rugby Sevens   | Barbarians français   | Stade Toulousain     |
| 2021  | Stade Marcel-Deflandre      | La Rochelle      | Monaco Rugby Sevens   | RC Toulon             | Barbarians français  |
| 2022  | Stade Aimé-Giral            | Perpignan        | Section paloise       | Monaco Rugby Sevens   | Racing 92            |
| 2022  | Stade Marcel-Deflandre      | La Rochelle      | Monaco Rugby Sevens   | Section paloise       | Stade français Paris |
| 2022  | Stade du Hameau             | Pau              | Monaco Rugby Sevens   | Section paloise       | Racing 92            |
| 2023  | Stade Marcel-Michelin       | Clermont-Ferrand | Union Bordeaux Bègles | Monaco Rugby Sevens   | ASM Clermont         |
| 2023  | Stade de Gerland            | Lyon             | Section paloise       | Monaco Rugby Sevens   | Racing 92            |
| 2023  | Stade du Hameau             | Pau              | Section paloise       | Union Bordeaux Bègles | Monaco Rugby Sevens  |
| 2024  | Stade André-et-Guy-Boniface | Mont-de-Marsan   | Union Bordeaux Bègles | Racing 92             | Monaco Rugby Sevens  |
| 2024  | Stade Marcel-Deflandre      | La Rochelle      | Union Bordeaux Bègles | Monaco Rugby Sevens   | Section paloise      |
| 2024  | Stade du Hameau             | Pau              | Monaco Rugby Sevens   | Section paloise       | RC Vannes            |
| 2025  | Stade André-et-Guy-Boniface | Mont-de-Marsan   | Monaco Rugby Sevens   | Section paloise       | Barbarians français  |
| 2025  | Stade Maurice-Boyau         | Dax              | A venir               | A venir               | A venir              |
| 2025  | Stade du Hameau             | Pau              | A venir               | A venir               | A venir              |

## Palmarès
| Édition | Nombre d'étapes | Lieu de l'étape finale           | Vainqueur           | Finaliste           | Troisième             |
| ------- | --------------- | -------------------------------- | ------------------- | ------------------- | --------------------- |
| 2020    | 1               | Paris La Défense Arena, Nanterre | Racing 92           | Section paloise     | RC Toulon             |
| 2021    | 4               | Paris La Défense Arena, Nanterre | Barbarians français | Monaco Rugby Sevens | Racing 92             |
| 2022    | 4               | Paris La Défense Arena, Nanterre | Monaco Rugby Sevens | Section paloise     | Racing 92             |
| 2023    | 4               | Paris La Défense Arena, Nanterre | Barbarians français | Section paloise     | ASM Clermont          |
| 2024    | 4               | Paris La Défense Arena, Nanterre | Barbarians français | Section paloise     | Union Bordeaux Bègles |
| 2025    | 4               | Paris La Défense Arena, Nanterre | A venir             | A venir             | A venir               |

## Aspects économiques

### Droits télévisuels
En 2019, Canal+ acquiert les droits télévisuels de la compétition, avec ceux de la Pro D2, pour les sept premières saisons, de 2020 à 2027, ainsi que l'édition événementielle de la saison 2019-2020.

### Sponsors
Le 25 novembre 2019, la LNR annonce que la compétition s'appellera l'In Extenso Supersevens de l'édition inaugurale en 2020 jusqu'à la fin de la saison 2022-2023 après un accord de partenariat titre avec l'entreprise In Extenso, cabinet national d’expertise comptable et de services professionnels pour les TPE-PME.